# Mutford
Mutford är en by och en civil parish i distriktet East Suffolk i grevskapet Suffolk i England. Orten har 497 invånare (2001).